# 霞ノ関
霞ノ関（かすみのせき）は、東京都多摩市関戸にあった鎌倉幕府の関所である。

## 概要

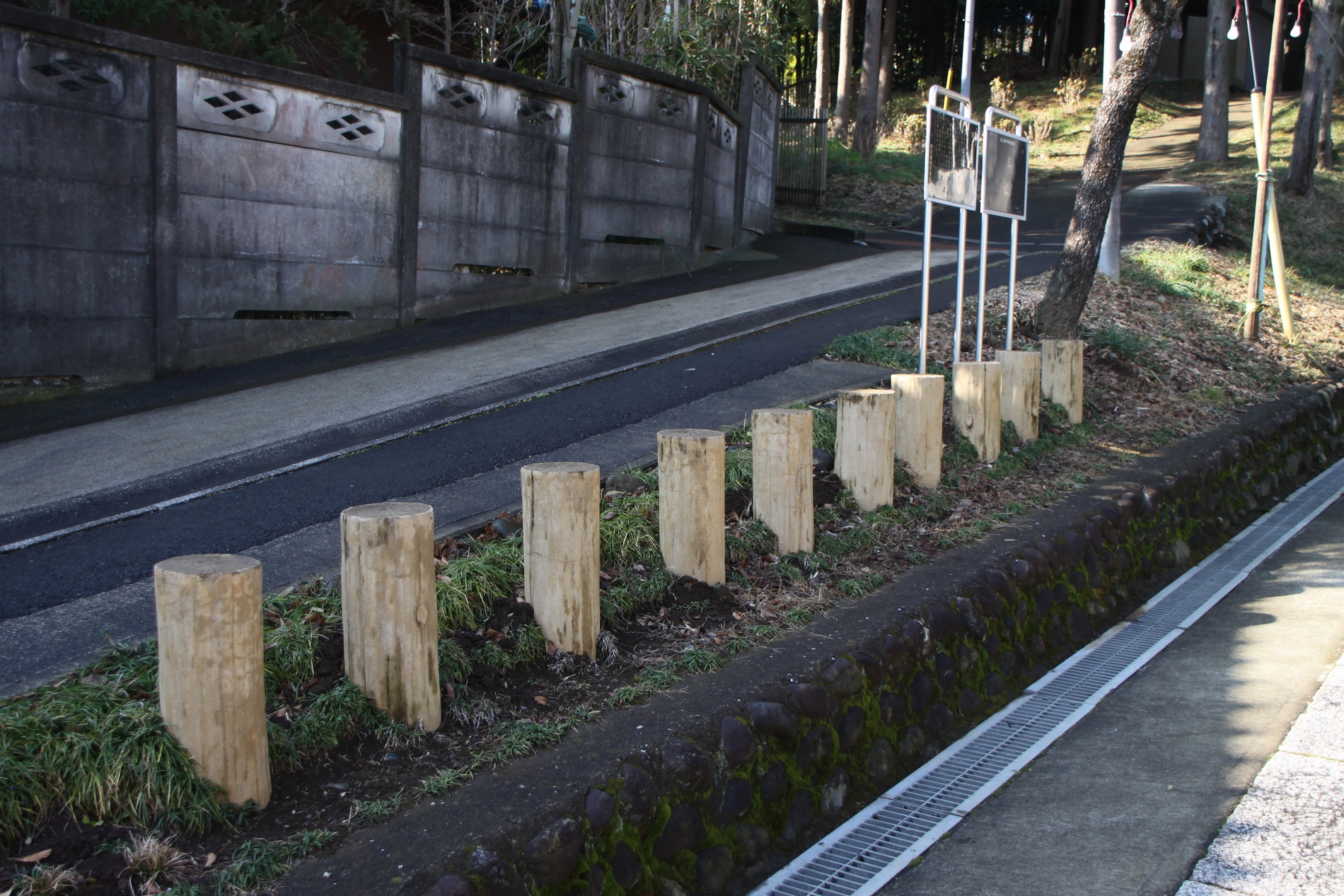
復元された木戸柵の木柱

霞ノ関は鎌倉幕府が現在の旧鎌倉街道（上ノ道）沿いに設けた関所で、霞ノ関の北側には多摩川があり、和田合戦（1213年）を契機に北条一族が多摩川を盾に北関東からの防衛上の要衝として、この関所を設置したと考えられている。東京都多摩市にある熊野神社の参道に霞ノ関南木戸柵跡（東京都指定文化財）が残っており、中世の数少ない関所跡として貴重な史跡である。
この霞ノ関付近は鎌倉時代までは「吉富」と呼ばれていたが、室町時代には「関戸」と呼ばれており、この関所が由来とされている。関戸は鎌倉時代から宿場町として栄えている。
熊野神社の参道に霞ノ関南木戸柵跡があるが旧鎌倉街道の東側でも柵跡が発見されており、旧鎌倉街道を遮るように整備前の乞田川(現在の鎌倉街道と乞田川）まで柵があったと考えられている。霞ノ関南木戸柵跡から北、約230m先（観音寺付近）には北木戸柵（未調査）があったと考えられ、現在の観音寺〜熊野神社までが関所だったと考えられている。観音寺の裏手には関所破りで処刑された者達か、戦いで討死した者達の供養のためと思われる板碑が複数残されている。
現在、熊野神社の参道に沿って木戸柵の木柱が一部、復元されている。
霞ノ関がある山林（城山）の頂上には天守台（のちの関戸城）があったとされ、霞ノ関の監視、守備などの役目を持っていたと考えられており、多摩川の対岸（武蔵野台地）が一望できる。
霞ノ関は歌にも詠まれているが「霞ノ関」と言う呼称は各地で何ヶ所か候補があげられている。しかし鎌倉時代の街道の地名を詠んだ歌謡本「宴曲抄」では地名の順番から見て、関戸を「霞ノ関」と呼んでいる事がほぼ確実である。
霞ノ関の重要性は鎌倉幕府の倒幕や江戸時代に甲州街道、東海道が発達すると次第に薄れていった。

## 関戸の戦い
1333年（元弘3年）5月15日、新田義貞が足利尊氏と鎌倉幕府倒幕の際に分倍河原の戦いで勝利し翌日、5月16日には多摩川を越え、この関所一帯で北条泰家（鎌倉幕府第14代執権・北条高時の弟）が防衛戦を行った（関戸の戦い）。関所跡の周辺には北条泰家の家臣である横溝八郎、安保入道父子の墓と伝えられる塚や無縁仏（無名戦士の墓）が残っている。
現在でも観音寺（多摩市関戸）では毎月16日に戦いで亡くなった兵士のために供養を行っている。

## 関連文献
- 斎藤長秋 編「巻之三 天璣之部 小山田關舊址/天守薹」『江戸名所図会』 2巻、有朋堂書店〈有朋堂文庫〉、1927年、421-428頁。NDLJP:1174144/215。